# Francesco Vettori
Francesco Vettori (1474 - 1539) foi embaixador de Florença junto à corte pontifícia de Leão X de 1513 a 1515. Foi amigo de Nicolau Maquiavel, por terem trabalhado juntos num serviço diplomático, e pertencia a uma antiga família da cidade.